# Kevin Tent
Pour les articles homonymes, voir Tent.
Kevin Tent est un monteur et réalisateur américain.

## Filmographie

### Monteur
- 1988 : Le Vampire de l'espace
- 1989 : Moontrap
- 1990 : Frankenhooker
- 1990 : Frère de sang 2
- 1990 : Hollywood Boulevard II
- 1991 : Guilty as Charged
- 1991 : Rock 'n' Roll High School Forever
- 1992 : Guncrazy
- 1992 : Ultraviolet
- 1993 : Le Triomphe des innocents
- 1995 : Homage (en)
- 1996 : Citizen Ruth
- 1996 : One Good Turn
- 1998 : Since You've Been Gone
- 1999 : L'Arriviste
- 1999 : Shelly Fisher
- 1999 : Une vie volée
- 2001 : Blow
- 2002 : Monsieur Schmidt
- 2004 : L'Enlèvement
- 2004 : Sideways
- 2005 : Sa mère ou moi !
- 2006 : Camping-car
- 2007 : Mr. Woodcock
- 2007 : Notes from the Underbelly (série télévisée)
- 2007 : À la croisée des mondes : La Boussole d'or
- 2009 : Hung (série télévisée)
- 2009 : The Goods: Live Hard, Sell Hard
- 2010 : Shanghai
- 2011 : The Descendants
- 2012 : Disconnect
- 2013 : Nebraska
- 2014 : Welcome to Me
- 2015 : La Saison des femmes
- 2015 : The Audition
- 2017 : Downsizing
- 2019 : The Peanut Butter Falcon
- 2019 : Brothers in Arms (Semper Fi)

### Réalisateur
- 1989 : Blackbelt II
- 1990 : Ultra Warrior
- 2017 : Mon coup d'un soir, mon ex et moi (Crash Pad (en))

### Acteur
- 1990 : Hollywood Boulevard II : Film Editor
- 1990 : Sorority House Massacre II : Newscaster

### Producteur
- 2015 : La Saison des femmes
- 2016 : Elvis and Nixon

### Ingénieur du son
- 1985 : Night Train to Terror

## Distinctions

### Nomination
- Oscars 2024 : Meilleur montage pour Winter Break
- (en) Kevin Tent: Awards, sur l'Internet Movie Database